# Elizebeth Smith Friedman

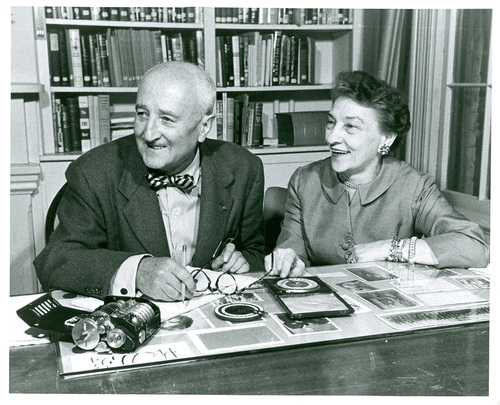
William F. Friedman és Elizebeth Smith Friedman

Elizebeth Smith Friedman (Huntington, 1892. augusztus 26. – Plainfield, 1980. október 31.) amerikai kriptográfus. Az első majd a második világháború alatt, valamint az amerikai szesztilalom idején (1920-as-30-as évek) a csempészek és hírforrásaik közötti titkosított rádiókommunikáció felfejtésén dolgozott. Körülbelül 12 000 üzenetet sikerült feltörnie. Papírral-ceruzával. Nem volt akkor még computer, másutt és messze volt Alan Turing. Nem tudtak, nem is tudhattak egymásról.

## Élete
Huntingtonban született 1892-ben. Apja, John Marion Smith, kvéker, gazdálkodó, bankár és politikus volt; édesanyja Sophia Smith névre hallgatott.
Elizebeth Smith Friedman a kilenc gyermek legfiatalabbika volt. Elizebeth a család farmján nőtt fel. 1911-1913 között a College of Woosteren, Ohioban tanult, de abba kellett hagynia, amikor édesanyja megbetegedett. Aztán beiratkozott a michigani Hillsdale College-ba. Két évvel ezután diplomát kapott irodalomból. Emellett idegen nyelveket is tanult, latint, ógörögöt és németet. Különösen Shakespeare művei foglalkoztatták. 1915-ben rövid időre igazgatóhelyettes lett egy állami középiskolában, de fél év után felmondott, és hazaköltözött a szüleihez. Ezután Genfben (Illinois), a Riverbank Laboratoriesban helyezkedett el. Ez volt a legelső hely, amely kriptográfia kutatására jött létre.
A Riverbankban nagy mennyiségben voltak információk a titkosírással kapcsolatban. Ez volt az egyetlen hely az Egyesült Államokban, ahol titkosított üzeneteket meg tudtak fejteni. A tulajdonos megszállott Shakespeare-rajongó volt. Felajánlottak neki egy asszisztensi állást. Fő feladata az volt, hogy bizonyítsa be: valójában Francis Bacon írta Shakespeare műveit. Ehhez kódolt üzeneteket kellett kisilabizálni, amelyekről azt feltételezték, hogy shakespeari szövegekbe vannak állítólag elrejtve.
Az első világháború alatt a Riverbank saját szakembereit küldte segítségül az amerikai államhoz. A Riverbank alkalmazottai között volt egy kódfejtő, William F. Friedman, akivel Elizebeth Smith hamarosan összeházasodott. A következő években együtt dolgoztak az egyetlen létező kriptográfiai műhelyben.
1921-ben a washingtoni hadügyminisztériumnál helyezkedtek el.
Az 1920-ban az Egyesült Államokban életbe lépett a szesztilalom. Nagyjából ezidőben a rádió adó-vevők technikailag gyorsan fejlődtek, és a szeszcsempészek is hamar rájöttek, miképp használhatnák föl a maguk számára. Azonban üzeneteik dekódolása Elizebeth számára, aki már kriptográfiai rutint szerzett, nem volt lehetetlen. Akkor is megoldotta a feladatot, ha az eredeti szöveg valami más nyelven íródott.
A házaspár szaktudására felfigyelt a Parti Őrség is. Együttműködésüket kérték a vizeken közlekedő csempészkommunikáció megfejtésében. 1927-től rengeteg kódolt üzenetet fejtettek számukra meg. Miután Elizebeth látta, hogy a megnövekedett rádióforgalom óriási mértékben növeli az információcsere lehetőségét, ezért elsőként forszírozta, hogy a Kongresszus hozzon létre kódfejtő részleget.
Elizabethnek perdöntő szerepe volt Al Capone bíróság elé állításában is. Egy zárt tárgyaláson részletesen és mindenki számára érthetően magyarázta el a kódfejtés praktikáit.
A második világháború alatt Elizebeth a haditengerészetnél dolgozott. Neki köszönhető, hogy a német hírszerzés Dél-Amerikából Németországba juttatott titkos információs hálózatát fel tudták számolni. AQueen Mary óceánjáró csapatszállítóként szolgált a második világháború idején. Adolf Hitler 250 000 dollárt és Vaskeresztet ígért annak az U-boot parancsnoknak, aki elsüllyeszti az óceánjárót. Elizebeth azonban az erre vonatkozó kódolt ismereteket is időben feltárta.
Elizebeth, a férje és ötfős csapatuk a dél-amerikai német kémhálózatot mintegy 4000 üzenetét fejtette meg, és sikerült egy Enigma-készülékhez is hozzájutniuk. Argentína, Bolívia és Chile kénytelen volt szakítani a németekkel és átállni a szövetségesekhez.
Elizebeth egy nyugdíjas-otthonban hunyt el 1980-ban, 88 éves korában. Kriptográfiai gyűjteményét a Virginia állambeli Lexingtonban őrzik.